# Bowling Green Falcons
Bowling Green Falcons är en idrottsförening tillhörande Bowling Green State University och har som uppgift att ansvara för universitetets idrottsutövning.

## Idrotter
Falcons deltager i följande idrotter:
| Herrar - Amerikansk fotboll - Baseboll - Basket - Cross Country - Fotboll - Golf - Ishockey | Damer - Basket - Cross Country - Fotboll - Friidrott - Golf - Gymnastik - Simning - Simhopp - Softboll - Tennis - Volleyboll |

## Idrottsutövare

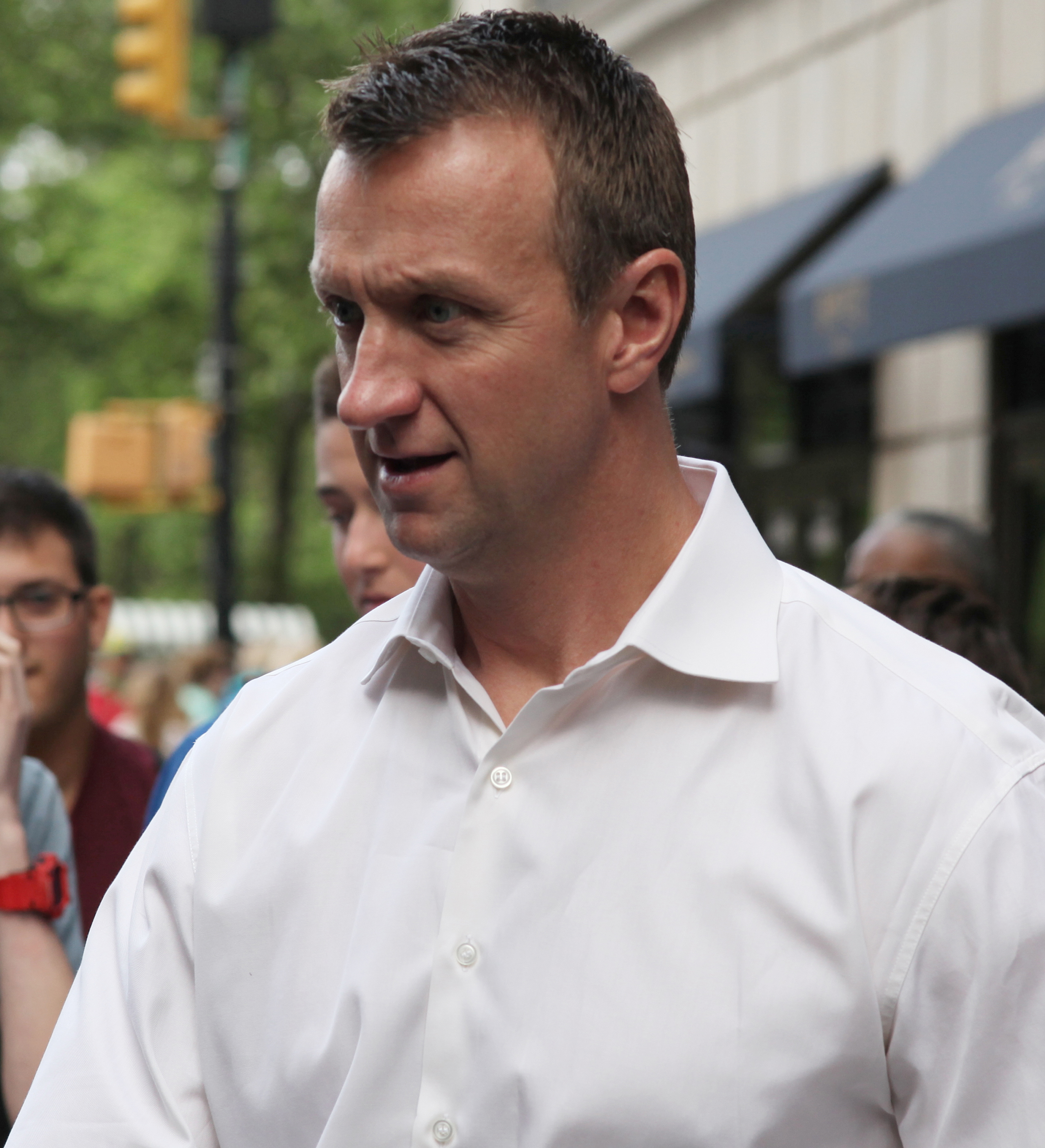
Rob Blake.

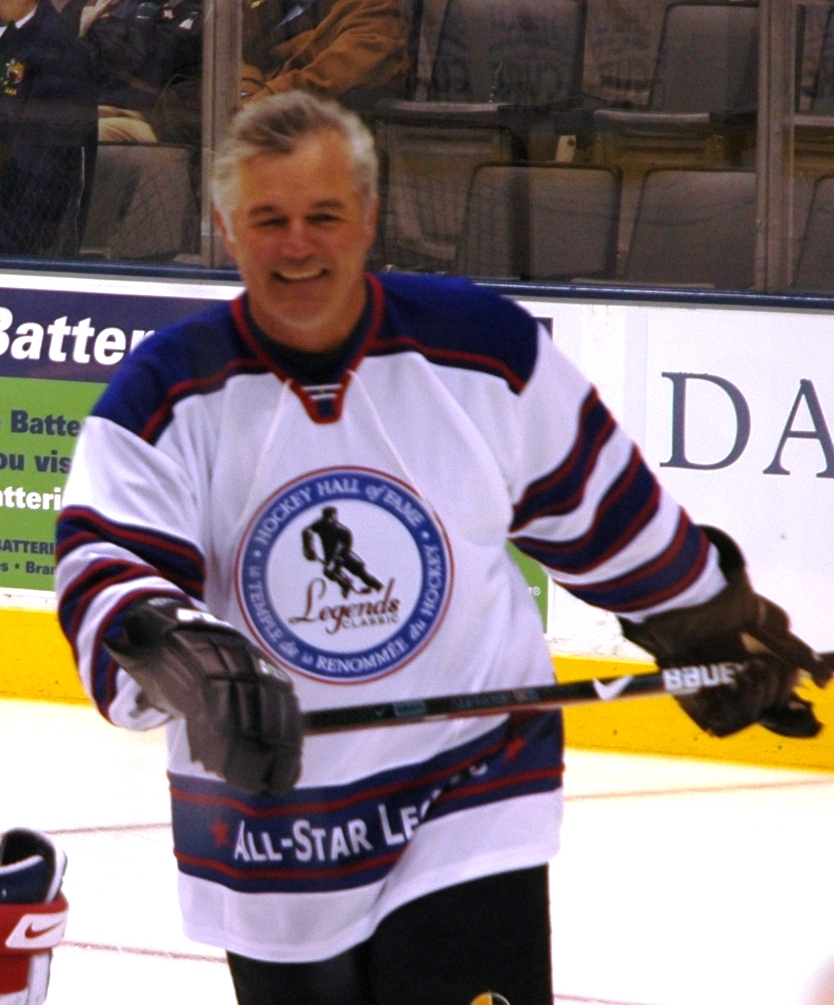
Dave Ellett.

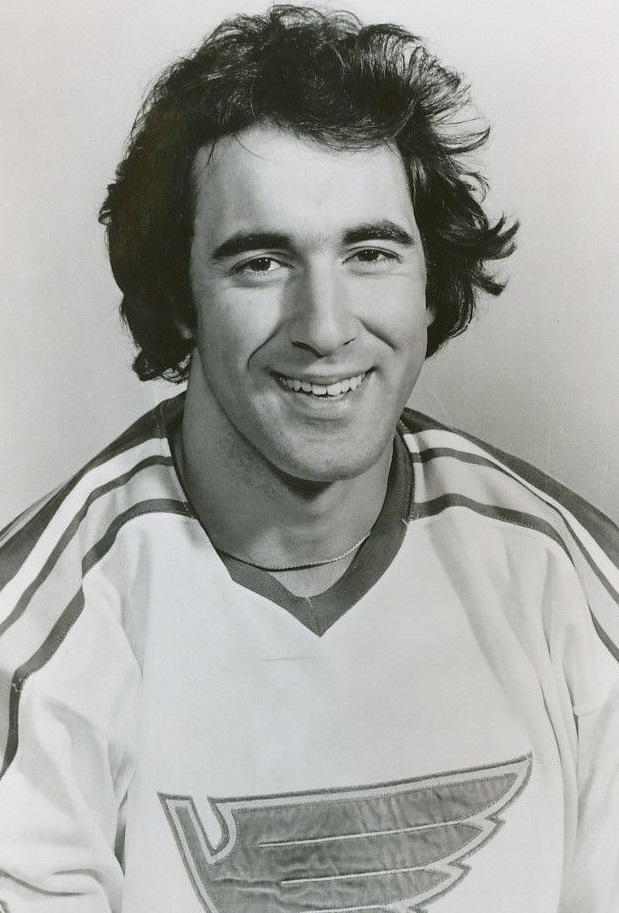
Mike Liut.

| Amerikansk fotboll - Kory Lichtensteiger Basket - Richaun Holmes - Daeqwon Plowden Friidrott - Dave Wottle Ishockey - Nick Bailen - Don Barber - Kevin Bieksa - Rob Blake - Dan Bylsma - Ryan Carpenter - Greg de Vries - David Ellett - Nelson Emerson | - Mark Friedman - Garry Galley - Andrew Hammond - Brian Holzinger - Mike Johnson - Ken Klee - Mike Liut - Brian MacLellan - Jon Matsumoto - George McPhee - Ken Morrow - Marc Potvin - Jonathan Sigalet - Mark Wells - Paul Ysebaert Konståkning - Scott Hamilton |